# Terraplane
Terraplane – marka i samochód osobowy produkowany przez amerykańskie przedsiębiorstwo Hudson Motor Car Company w latach 1932–1938.

## Dane techniczne

### Silnik
- Silnik: S8 4000 cm³[2]
- Moc maksymalna: 88 KM (65 kW)[2]

### Osiągi
- Przyspieszenie 0−97 km/h: 14,4 sek.[2]
- Prędkość maksymalna: 137 km/h[2]

## Pozostałe informacje
- W 1933 roku samochód ten zdołał dotrzeć na szczyt Góry Waszyngtona w rekordowym czasie, którego nie udało się pobić przez następne 20 lat[2].